# Nielsen Holdings
Nielsen Holdings PLC (trước đây gọi là Nielsen N.V.) là một công ty nghiên cứu thị trường và quảng bá toàn cầu, với trụ sở đặt tại New York, Hoa Kỳ và and Diemen,, Hà Lan. Nielsen hiện đang hoạt động trên 100 quốc gia trên toàn thế giới (trong đó có Việt Nam), với nhân sự khoảng 44.000 người. Tổng thu nhập trong năm 2018 của công ty là 6.8 tỉ USD.

## Thông tin công ty
Nielsen là một công ty hàng đầu toàn cầu về thông tin và đo lường cho phép các công ty hiểu khách hàng và các hành vi của người tiêu dùng. Nielsen đo và theo dõi những gì người tiêu dùng xem (chương trình, quảng cáo) và những gì người tiêu dùng mua (chủng loại, nhãn hiệu, sản phẩm) trên toàn cầu và địa phương. Công ty có mặt ở hơn 100 quốc gia trải rộng khắp Châu Phi, Châu Á, Châu Úc, Châu Âu, Trung Đông, Bắc Mỹ, Nam Mỹ và Nga.
Davil Canlhoun là chủ tịch của Nielsen và Mitch Barns là giám đốc điều hành của Nielsen. Trước khi gia nhập Nielsen năm 2006 Davil Canlhoun từng là phó chủ tịch công ty General Electric (GE), Chủ tịch và là Giám đốc điều hành GE, đơn vị lớn nhất trong 6 đơn vị kinh doanh của GE.
Tuy thương hiệu của Nielsen thường được gắn liền với xếp hạng các chương trình truyền hình, các dịch vụ xếp hạng truyền hình chỉ chiếm khoảng 1/4 doanh thu của công ty và các khoản thu. Sau khi đã nỗ lực đáng kể để đơn giản hóa công ty trong vài năm qua, Nielsen ngày nay gắn kinh doanh của mình thành hai bộ phận: "Người tiêu dùng mua gì" và "Người tiêu dùng xem gì".

### Người tiêu dùng mua gì
Phần nghiên cứu thói quen mua hàng của Nielsen (chiếm khoảng 2/3 doanh thu toàn cầu) chủ yếu giúp các công ty bán hàng hóa đóng gói và bán lẻ (và các nhà phân tích Wall Street) hiểu những loại sản phẩm người tiêu dùng mua, những nhãn hiệu và sản phẩm người tiêu dùng quan tâm. Ví dụ, dữ liệu của Nielsen đo lường số lượng Diet Coke với Diet Pepsi được bán trong các cửa hàng, hoặc bao nhiêu kem đánh răng Crest với Colgate được bán. Nielsen đo bằng cách mua và phân tích số lượng lớn dữ liệu bán lẻ và tính toán những gì đang được bán trong cửa hàng, sau đó kết hợp dữ liệu bán hàng với bảng dữ liệu hộ gia đình để nắm bắt tất cả những thứ được các gia đình mua sắm, đồng thời cung cấp những cái nhìn sâu về những thay đổi trong cung cấp sản phẩm, gia cả, tiếp thị, và doanh số bán hàng. Khách hàng lớn của Nielsen bao gồm tập đoàn Unilever, Coca-Cola, Nestle, Procter & Gamble, và Walmart.

### Người tiêu dùng xem gì
Phần nghiên cứu thói quen xem của Nielsen (chiếm khoảng 1/3 doanh thu toàn cầu) chủ yếu là các những biện pháp đo lường xem người tiêu dùng đang xem (và nghe) gì trên tất cả các thiết bị: TV, radio, máy vi tính, điện thoại di động, điện thoại thông minh, máy tính bảng, v.v... Nielsen đo lường mức độ phổ biến của chương trình và quảng cáo trên tất cả các hình thức phân phối. Xếp hạng của Neilsen được các nhà quảng cáo và các mạng lưới sử dụng để chuẩn hóa việc mua bán quảng cáo. khách hàng lớn nhất bao gồm: CBS, NCB Universal, News Corporation và Walt Disney Corporation.

## Lịch sử công ty

### Arthur C. Nielsen sáng tạo ra khái niệm "Thị phần" (Market share)
Arthur C.Nielsen thành lập công ty năm 1923 với ý tưởng bán các cuộc nghiên cứu tiêu dùng được thực hiện một cách chuyên nghiệp. Đây là công ty đầu tiên cung cấp các nghiên cứu về thị trường. Công ty mở rộng kinh doanh vào năm 1932 bằng cách tạo ra một chỉ số bán lẻ theo dõi lưu lượng bán hàng của thực phẩm và dược phẩm. Đây là loại hình đo lường bán lẻ đầu tiên và lần đầu tiên cho phép một công ty xác định "thị phần" của mình trong thị trường-khái niệm "thị phần" đã được ghi nhận do Arthur C.Nielsen đưa ra đầu tiên.

### Phát thanh và truyền hình
Năm 1936, Arthur C.Nielsen mua lại Audimeter, công ty chuyên đo lường các đài phát thanh xem có bao nhiêu đài được phát trong từng ngày. Sau khi mày mò với các thiết bị trong một vài năm công ty đã tạo ra một dịch vụ đánh giá phát thanh quốc gia vào năm 1942. Nielsen thu thập thông tin trên các trạm phát thanh đưa nội dung đến hơn 1.000 ngôi nhà. Sau đó số liệu điều tra này đã được bán cho các công ty và các nhà sản xuất mà quan tâm đến sự phổ biến của các chương trình và thông tin cá nhân của người nghe đài nhằm mục đích quảng cáo. Đây là sự ra đời của việc đo lường khán giả mà sẽ trở thành một phần nổi tiếng nhất trong lĩnh vực kinh doanh của Nielsen khi áp dụng cho truyền hình. Ngày nay những thông tin đo lường này được gọi là Nielsen Ratings.
Công ty bắt đầu đo lường khán giả vào năm 1950, khi mà truyền thông bắt đầu phát triển mạnh. Cùng với đài phát thanh một loạt mẫu các hộ gia đình trên khắp nước Mỹ đã được sử dụng để đánh giá xếp hạng. Thông tin này được thu thập trên một thiết bị đã được gắn với một TV để ghi lại những gì đang được theo dõi. Năm 1953 công ty bắt đầu gửi nhật ký cho một số lượng nhỏ các mẫu hộ gia đình (Nielsen Families) trong cuộc khảo sát để họ ghi lại những gì họ đã xem. Dữ liệu này được thu thập với thông tin từ các thiết bị. sự kết hợp của dữ liệu cho phép các công ty có thể ước tính thống kê số người Mỹ xem truyền hình và chi tiết về nhân khẩu học của người xem. Thông tin này đã trở thành một công cụ quan trọng đối với các nhà quảng cáo và các kênh truyền hình.
Trong những năm 1980 công ty đưa ra một số thiết bị đo lường mới được gọi là "People Meter". Thiết bị này giống như một điều khiển từ xa với các nút cho mỗi thành viên cá nhân trong gia đình và bổ sung tính năng dành cho khách. Người xem ấn một nút để biểu thị khi họ đang có trong phòng và bấm một lần nữa khi họ rời phòng, ngay cả khi truyền hình vẫn còn phát trên TV. Đây là hình thức đó lường được dự định để cung cấp một bức tranh chi tiết chính xác hơn về người đã xem và xem chương trình khi nào.
Vào tháng 7 năm 2008, Nielsen lần đầu tiên phát hành một loạt các báo cáo hàng quý về chi tiết video và truyền hình sử dụng "trên ba màn hình" truyền hình, Internet và các thiết bị di động. Báo cáo A2/M2 về ba loại thiết bị này cũng bao gồm các xu hướng trong hành vi xem và mối quan hệ giữa thói quen xem truyền hình và việc xem video trực tuyến, một phân tích nhân khẩu học của người xem video thông qua thiết bị di động và DVR.

### Sáp nhập, mua lại, liên minh chiến lược và cổ phần vốn
Năm 1984 Nielsen đã được công ty Dun & Bradstreet (D&B) mua lại.
Năm 1996 D&B chia công ty thành 2 công ty riêng biệt: Nielsen Media Research chịu trách nhiệm về xếp hạng truyền hình và AC Nielsen chịu trách nhiệm về xu hướng mua sắm của người tiêu dùng và dữ liệu bán hàng.
Năm 1999 Nielsen Media Research đã được công ty xuất bản VNU Hà Lan (Verenidge Nederlandse Uitgeverijen) mua lại.
Năm 2001 VNU sau đó mua tiếp AC Nielsen và kết hợp hai bộ phận thành Nielsen như cũ. Lúc này VNU bán ra các thông tin của mình về báo chí cho Wegener và tạp chí tiêu dùng cho Sanoma. Cánh tay xuất bản của công ty cũng sỡ hữu một số ấn phẩm bao gồm Tạp chí Hollywood Reporter và Billboard. VNU kết hợp các thông tin với các đơn vị nghiên cứu và thu thập dữ liệu khác bao gồm BASES, Claritas, HCL và Spectra Nielsen. VNU cũng đã mua lại một số công ty nhằm tăng thêm khả năng đo lường của mình.
Năm 2004 Nielsen bắt đầu một liên doanh được gọi là AGB Nielsen Media Research với AGB của tập đoàn WPP, một đối thủ cạnh tranh cung cấp dịch vụ ở châu Âu.
Năm 2006 VNU mua lại cổ phần trong Buzzmetrics, một công ty do lường phương tiện truyền thông của người tiêu dùng trực tuyến. Nielsen đã thay mặt công ty mẹ mua lại cổ phần còn lại của công ty này vào năm 2007. Cũng trong năm này Nielsen mua lại Telephia, công ty đo lường truyền thông di động, và Bilesim Media một công ty tình báo thông tin quảng cáo của Thỗ Nhĩ Kỳ.
Năm 2006 đến lượt VNU đã được một nhóm 6 công ty cổ phần tư nhân: Mỹ Kohlberg Kravis Roberts, Thomas H. Lee Partners, tập đoàn Blackstone, tập đoàn Carlyle và Hellman & Friedman, và công ty cổ phần Hà Lan Alplnvest Partners mua lại với giá 5,7 tỷ bảng Anh. Cùng trong năm đó tập đoàn đã thuê David L. Calhoun trước đây là giám đốc của General Electric làm Giám đốc điều hành. David L. Calhoun đã đổi tên VNU thành công ty Nielsen trong năm 2007.
Năm 2006 VNU bán các bộ phận kinh doanh ấn phẩm của mình với giá 210 triệu bảng Anh để mạo hiểm nhóm vốn 3i, sau đó bán các bộ phận ở nước Anh cho Incisiver Media.
Năm 2008 Nielsen mua lại IAG-công ty nghiên cứu và đó lường sự tham gia của người xem quảng cáo truyền hình. Cùng năm đó Nielsen đã đầu tư chiến lược vào Neuro Focus, một công ty California áp dụng kỹ thuật sóng não của khoa học thần kinh dùng để nghiên cứu người tiêu dùng. Công ty này sau đó đã được Nielsen mua lại hoàn toàn vào năm 2011.
Trong năm 2009 tới 2010 Nielsen đã bán các doanh nghiệp kinh doanh tạp chí của mình, công ty giải trí nổi tiếng của nó đã được công ty e5 Global Media mua lại.
Trong năm 2009 Nielsen mua lại tập đoàn Cambridge, một công ty tư vấn có trụ sở tại Chicago. Tập đoàn Cambridge đã làm việc với các CEO và đội ngũ quản lý của chính Nielsen để thúc đẩy tăng trưởng cho tập đoàn. Công ty Cambridge có chuyên môn đặc biệt là khai thác tiềm năng và nhu cầu tiêu dùng nổi bật, và sử dụng những hiểu biết này để quản lý sản phẩm, dịch vụ và đổi mới tiếp thị giữa các doanh nghiệp theo định hướng người tiêu dùng.
Vào tháng 6 năm 2010 Nielsen kết hợp với McKinsey & Company để tạo ra công ty tư vấn truyền thông xã hội NM Icite. NM Icite có mặt và hoạt động tại 13 thị trường trên toàn cầu, bao gồm: Mỹ, Anh, Đức, Tây Ban Nha, Ý, Úc, New Zealand, Trung Quốc, Nhật Bản, Ấn Độ, Brazil, Canada và Hàn Quốc.
Vào tháng 8 năm 2011 Nielsen mua lại công ty tiếp thị Analytics, Inc. Việc mua lại nhằm tăng cường khả năng tiếp thị và tiếp thị hỗn hợp của Nielsen.
Vào tháng 2 năm 2012 Nielsen khai trương Viện nghiên cứu Demand phối hợp với Hội nghị hội đồng quản trị. Viện Demand là một tổ chức phi lợi nhuận, tổ chức này tập trung vào việc giúp lãnh đạo doanh nghiệp và chính phủ hiểu nhu cầu tiêu dùng đang phát triển và chuyển đổi như thế nào trên toàn thế giới.
Vào tháng 7 năm 2012 Nielsen mua lại công ty công nghệ quảng cáo Vizu. Việc mua lại nhằm giúp cho Nielsen có thể phân tích tốt hơn và hiệu quả hơn công việc quảng cáo trực tuyến.
Ngày 18/12/2012 Nielsen công bố rằng họ sẽ mua được Arbiton một công ty chủ yếu tham gia vào đo lường khán giả đài phát thanh, với giá 1,26 tỷ đô la Mỹ.
Ngày 17/6/2013 Nielsen công bố rằng Onex Corp (TSX: OCX) đã hoàn thành việc mua lại Nielsen Exposition với giá 950 triệu đô la Mỹ tiền mặt. Nielsen Expositions hoạt động triển lãm thương mại tại Hoa Kỳ. Sau khi giao dịch thành công công ty trên được đổi tên thành Emerald Exposition Inc.
Ngày 3/2/2014 Nielsen công bố việc mua lại Harris Interactive Inc (NASDAQ:HPOL). Harris được biết đến rộng rãi nhờ sản phẩm Harris Poll.

### Trở thành công ty đại chúng
Nielsen là một công ty tư nhân từ năm 2006 đến 2011.
Ngày 25/1/2011 công ty được liệt kê trên thị trường chứng khoán New York và là một công ty tư nhân của Mỹ ra mắt thị trường chứng khoán với sô vốn được nâng lên 1,8 tỉ $, vốn sở hữu ủng hộ tư nhân lớn nhất nước Mỹ trong Initial Public Offering (IPO) đầu tiên kể từ năm 2006.